# Thunderbird
Thunderbird або Mozilla Thunderbird (укр. Буревісник) — безкоштовний поштовий клієнт, новин та RSS з відкритим початковим кодом. Заснований на технології XUL. Є частиною проєкту Mozilla.

## Основні особливості
Інтерфейс Thunderbird, як і браузера Mozilla Firefox, заснований на технології XUL, розробленій Mozilla Foundation. В результаті користувацький інтерфейс на всіх платформах виглядає, так само як у застосунках, розроблених для цієї конкретної платформи. Як і Firefox, Thunderbird підтримує візуальні теми. Типово інтерфейс програми схожий на звичний для користувачів Windows інтерфейс поштового клієнта Outlook Express. Разом з Outlook, eM Client та Mailbird, вважається одним з найкращих поштових клієнтів для Windows.
За умовчанням Thunderbird не указує жорстко шрифти, якими набиратиметься повідомлення у форматі HTML, указуючи лише групу шрифтів — пропорційний або моноширинний, що забезпечує кращу кросплатформову сумісність.
- Підтримка протоколів: SMTP, POP3, IMAP, NNTP, RSS;
- Крос-платформність (підтримує Microsoft Windows, Mac OS X та GNU/Linux забезпечуючи однаковий рівень функціональності);
- Підтримка тем та плагінів
- Фільтрація спаму
- Віртуальні директорії (розміщення листів на основі фільтрів)

## Випуски

### Thunderbird 3
Третя версія Thunderbird, що вийшла 8 грудня 2009, містить низку важливих змін та покращень, серед яких повністю перероблений пошук, підтримка вкладок і значно модернізований і спрощений процес установки програми. Thunderbird 3 доступний для скачування всім користувачам 49 мовами на сайті mozillamessaging.com [Архівовано 12 жовтня 2008 у Wayback Machine.].
Втім, у Thunderbird 3 не увійшла одна з функцій, яку розробники обіцяли реалізувати при розробці нової версії поштового клієнта — Lightning, застосунок з календарем. Спочатку Mozilla збиралася включити таку функціональність за замовчуванням, однак пізніше було вирішено залишити її у вигляді додаткового плагіна, який користувачі зможуть окремо завантажити з Мережі.
Thunderbird 3, як і попередні версії, містить у собі підтримку Gmail, поштового сервісу компанії Google. Проте в новій версії цей функціонал був значно перероблений — виправлення містили оновлення інтерфейсу, поліпшення функції додавання нових записів до адресної книги та деякі інші.
Однією з ключових особливостей третьої версії поштового клієнта Mozilla є пошук. Рядок пошуку розміщується у верхній частині інтерфейсу і надає користувачу ширші можливості. Так, можна шукати не тільки по всіх повідомленнях, але і фільтрувати пошукові результати по темі або тексту листа, відправнику, одержувачу та іншим критеріям. Результати пошуку відображаються в окремій вкладці. Також інтерфейс клієнта містить спеціальну шкалу часу, що полегшує пошук повідомлень.
Thunderbird 3 дозволяє завантажувати листи в окремих вкладках і швидко перемикатися з одного листа на інший. При виході з програми видимі вкладки зберігаються і будуть відновлені при відкритті Thunderbird наступного разу. Крім того, Thunderbird дозволяє користувачеві архівувати ті листи, які можуть знадобитися йому в майбутньому.

### Майбутнє
Керівництво проєкту Mozilla вирішило, що Thunderbird не є основним для організації, й тому забрало оплачуваних програмістів з його підтримки, чим поклало більше відповідальності на програмістів-волонтерів. З 2012 року Thunderbird фактично припинив отримувати істотні оновлення, а волонтери-програмісти зосередились на підтримці сумісності з останніми версіями рушія Gecko. В 2015 році в Mozilla був поширений лист від керівництва, в якому була оголошена пропозиція відокремити Thunderbird від основного проєкту Mozilla — веббраузера Firefox та передати новий проєкт для підтримки іншій організації. В 2016 році була оприлюднена доповідь, яка розглядала можливість передачі Thunderbird для подальшої підтримки до англ. Software Freedom Conservancy або англ. The Document Foundation, який серед іншого опікується LibreOffice.